# Język ormu
Język ormu – język austronezyjski używany w prowincji Papua w Indonezji (kabupaten Jayapura). Według danych z 2000 roku posługuje się nim 500 osób. W 1995 roku miał 600 użytkowników.
Jego użytkownicy zamieszkują wsie Ormu Besar i Ormu Kecil na północnym wybrzeżu.
Potencjalnie zagrożony wymarciem, znajduje się bowiem pod presją języka indonezyjskiego.